# Zbyněk Zajíc z Hazmburka
Zbyněk Zajíc z Hazmburka (* okolo roku 1376, † 28. září 1411 v Prešpurku) byl v letech 1403 až 1411 pražským arcibiskupem. Nejprve naslouchal, ale později vystupoval proti Janu Husovi. Pocházel z rodu Zajíců.

## Život
Zbyněk byl syn Viléma Zajíce z Hazmburka a Anny ze Slavětína a Libochovic a vnuk Zbyňka Zajíce „Zámořského“ z Hazmburka, který pro rod zakoupil hrad Hazmburk. Měl pět bratrů a čtyři sestry. Zhruba v letech 1395 až 1400 vlastnil šestinu hradu Hazmburk.
Původně byl Zbyněk dvořan krále Václava IV. a poté mělnický probošt. Ačkoli měl být především duchovním, proslavil se spíše jako vojevůdce – kromě jiného vedl na příkaz Václava IV. výpad do Bavorska – a bylo mu vytýkáno nedostatečné vzdělání (odtud i jeho posměšná soudobá přezdívka).
Roku 1403 se stal pražským arcibiskupem. Nejprve stál na straně Jana Husa a chtěl po něm, aby mu hlásil „nedostatky nebo odchylky od práva“. Od roku 1407 pak již vystupoval proti Janu Husovi. Odsoudil Viklefovy spisy a Hus mu vyčetl, že „lenivé a hříšné kněze nechává a pilné pastýře od stáda vyhání“. Král Václav nechtěl uznat ani jednoho ze dvou tehdy existujících papežů a chtěl počkat na rozhodnutí koncilu v Pise. Zbyněk Zajíc dal do klatby všechny, kteří uposlechli krále, tedy především Čechy. Král Václav IV. se na arcibiskupa rozhněval, takže ten raději uprchl. V září 1409 se ale přiklonil k nově zvolenému papeži Alexandru V. Následně král zatratil Viklefovo učení a zakázal kázání mimo kostely, tedy i Husovo v Betlémské kapli.
Dne 16. července 1410 (1. července 1410) nechal Zbyněk Zajíc na dvoře svého malostranského paláce spálit zabavené Viklefovy spisy (včetně filosofických). Jana Husa následně uvrhl do klatby. Musel ale znovu uprchnout, aby se zachránil před rozlíceným davem. Podle Václava IV. měl klatbu odvolat a nahradit zničené knihy. Zbyněk odmítl a král mu proto zastavil jeho příjem. Arcibiskup však opět zopakoval klatbu. Václav IV. proto zabavil všechny církevní poklady. Po zásahu Zikmunda se Zbyněk s králem usmířil. Nicméně se Zbyněk necítil v Praze bezpečný a odjel do Uherska. Po cestě onemocněl a v Prešpurku (dnešní Bratislava) zemřel.
Roku 1436 byl pohřben v chrámu sv. Víta na Pražském hradě.